# Kofferset

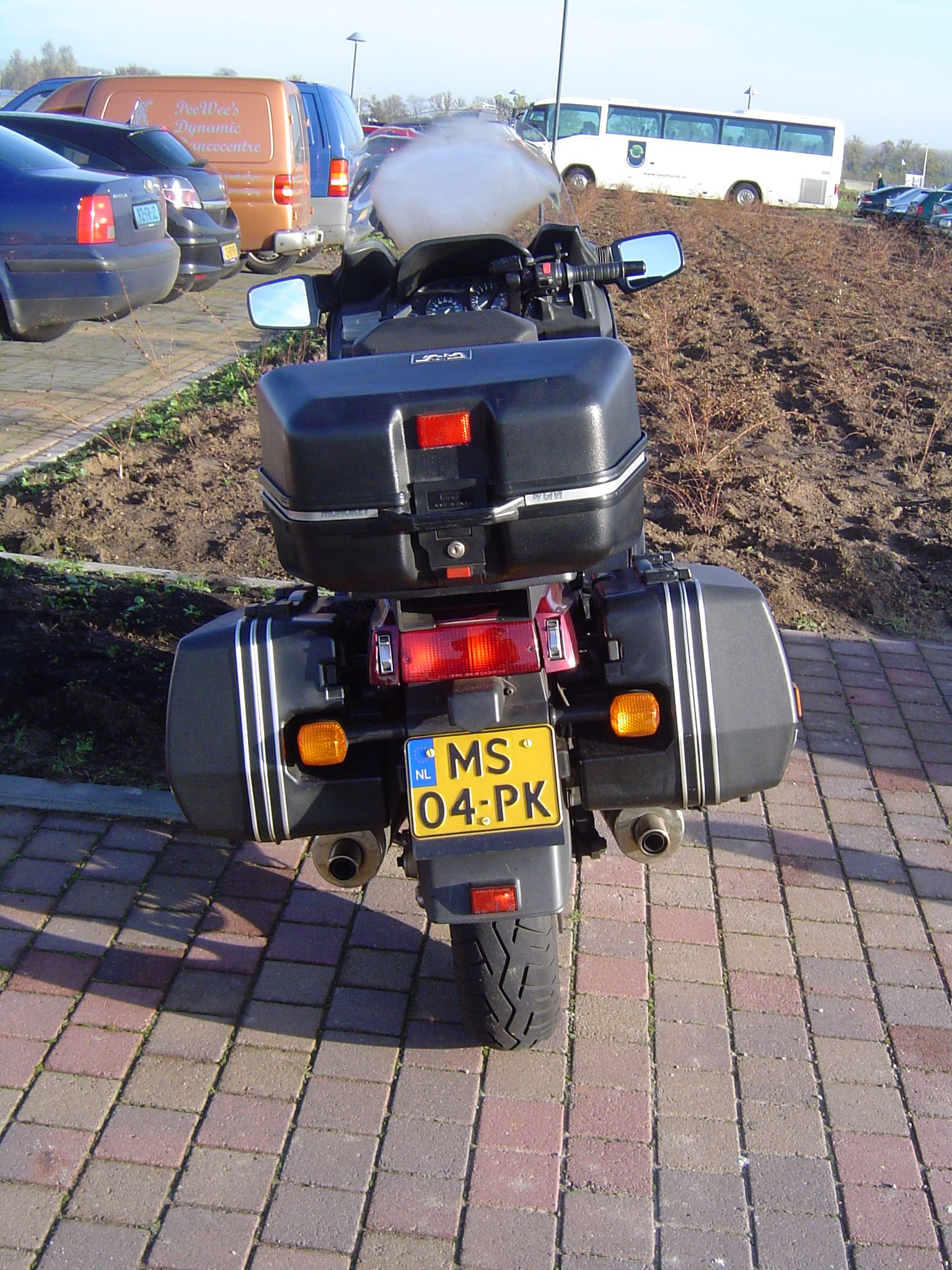
Kofferset met topkoffer en twee zijkoffers

Een kofferset is een set bestaande uit twee zijkoffers, een bevestigingsframe en soms een topkoffer voor een motorfiets.
Koffersets werden in de jaren zeventig gemeengoed onder motorrijders. De motorfietsen werden steeds comfortabeler waardoor men ook verdere reizen (met meer bagage) kon maken. Vooral zijkoffers zijn nog steeds populair. 
Topkoffers worden op de bagagedrager gemonteerd. Ze zijn enerzijds wel handig, maar beperken ook de bagagecapaciteit. Daarom gebruiken veel motorrijders voor veel bagage liever een bagagerol.